# Kanariepiplärka
Kanariepiplärka (Anthus berthelotii) är en tätting i familjen ärlor som enbart förekommer i Kanarieöarna och på Madeira, där den är den enda häckande piplärkan.

## Utseende och läte
Kanariepiplärkan är en relativt liten piplärka, stor som ängspiplärkan (13-14,5 centimeter), men med annorlunda proportioner och mer tecknad som en fältpiplärka (Anthus campestris). Huvudet är förhållandevis stort och bakkroppen kort, vilket gör att den verkar märkligt framtung. Den rör sig också annorlunda, med snabba ruscher kombinerat med blixtsnabba stopp snarare än piplärkornas promenerande.

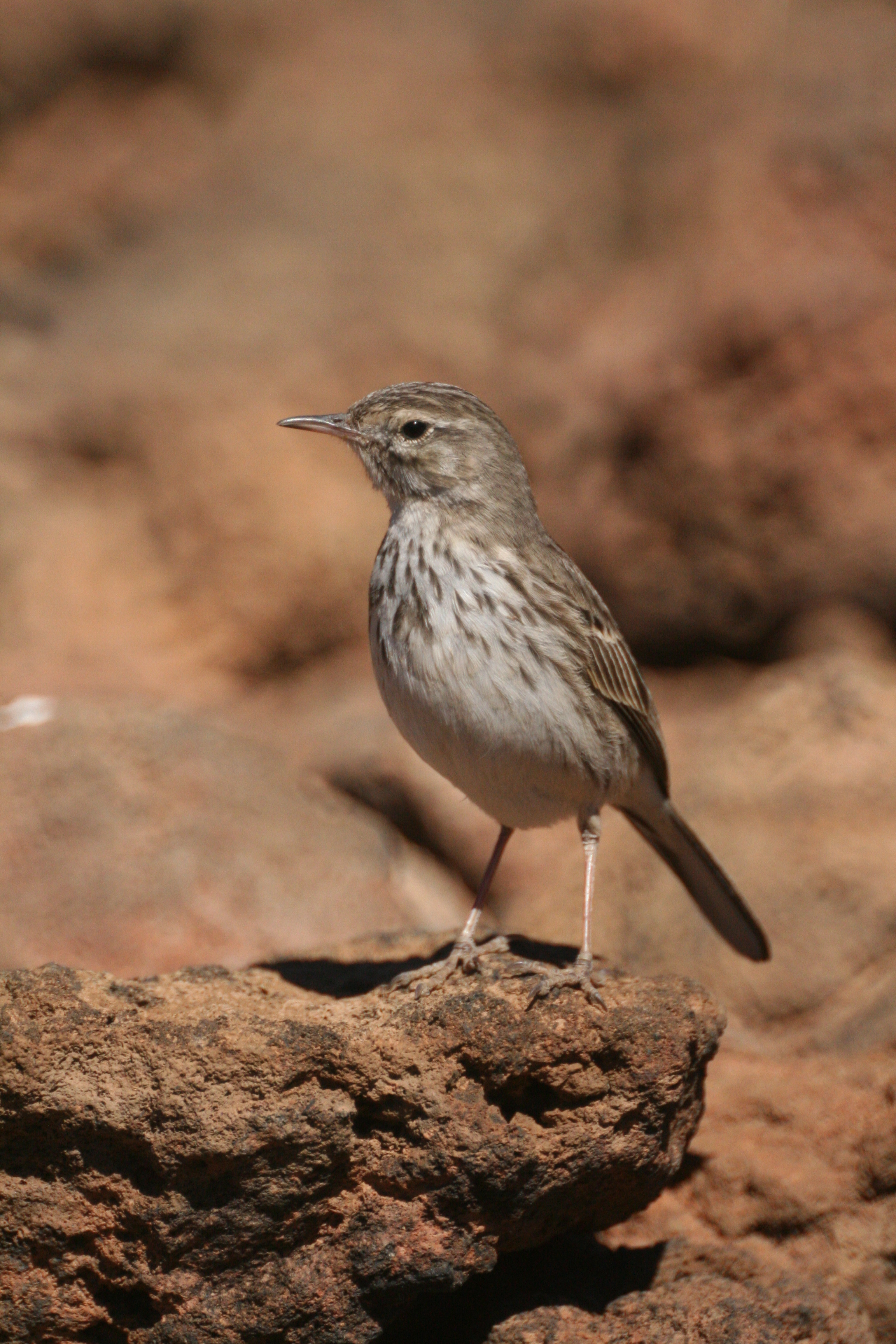
Kanariepiplärka på Teneriffa.

Ovan är kanariepiplärkan rätt ostreckat grå och smutsvit. Utmärkande är tydligt ögonbrynsstreck, ljus ögonring samt mörkt ögon-, mustasch- och strupsidesstreck. Bröstet är längssträckat och vitt, ej beige.
Lätet påminner om gulärlans, ett rivit tsrie(e). Sången utförs i sångflykt, ett upprepat fältpiplärkelikt tschilp... tschilp....

## Utbredning och systematik
Kanariepiplärka förekommer endast i några ögruppen i Atlanten där den är stannfågel. Numera delas den vanligen in i två underarter med följande utbredning:
- Anthus berthelotii madeirensis – förekommer i Madeiraarkipelagen (Madeira, Desertas, Porto Santo och Baixoöarna)
- Anthus berthelotii berthelotii – förekommer på Selvagens- och Kanarieöarna

### Släktskap
Arten är närmast släkt med fältpiplärkan. DNA-studier visar att de tillsammans med några framför allt afrikanska arter är närmare släkt med sporrpiplärkorna i Macronyx än med exempelvis ängspiplärka och trädpiplärka. Det kan i framtiden medföra att kanariepiplärkan med släktingar flyttas till ett annat släkte. Än så länge har dessa nya forskningsresultat inte resulterat i några taxonomiska förändringar.

## Ekologi
Kanariepiplärkan häckar på sandig och stenig mark med låg växtlighet, i bergssluttningar samt på torra slätter. Den påträffas från havsnivå till 2000 meter över havet. Den häckar från slutet av januari till augusti och lägger två kullar med två till fem ägg i varje. Boet av torrt gräs och rötter byggs i skydd av en buske eller sten. Fågeln livnär sig huvudsakligen av insekter och andra ryggradslösa djur men intar också frön.

## Status
Arten har ett stort utbredningsområde och internationella naturvårdsunionen IUCN kategoriserar arten som livskraftig. Beståndsutvecklingen är dock oklar. Världspopulationen uppskattas till 63 200–316 000 vuxna individer. Den beskrivs som allmänt förekommande.

## Namn
Fågelns vetenskapliga artnamn hedrar Sabin Berthelot (1794-1880), fransk malakolog, konsul på Teneriffa 1848-1874.

## Bildgalleri

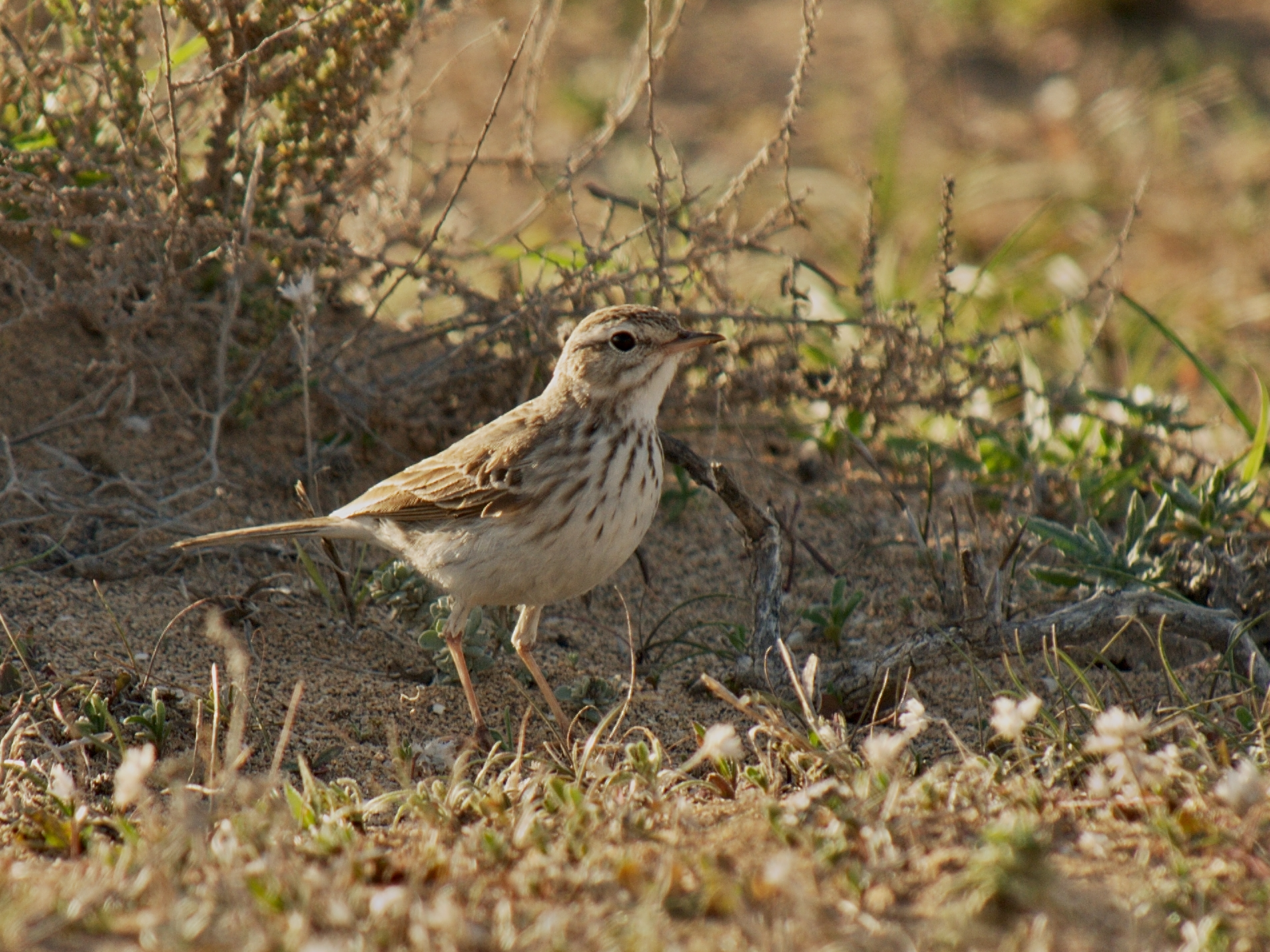
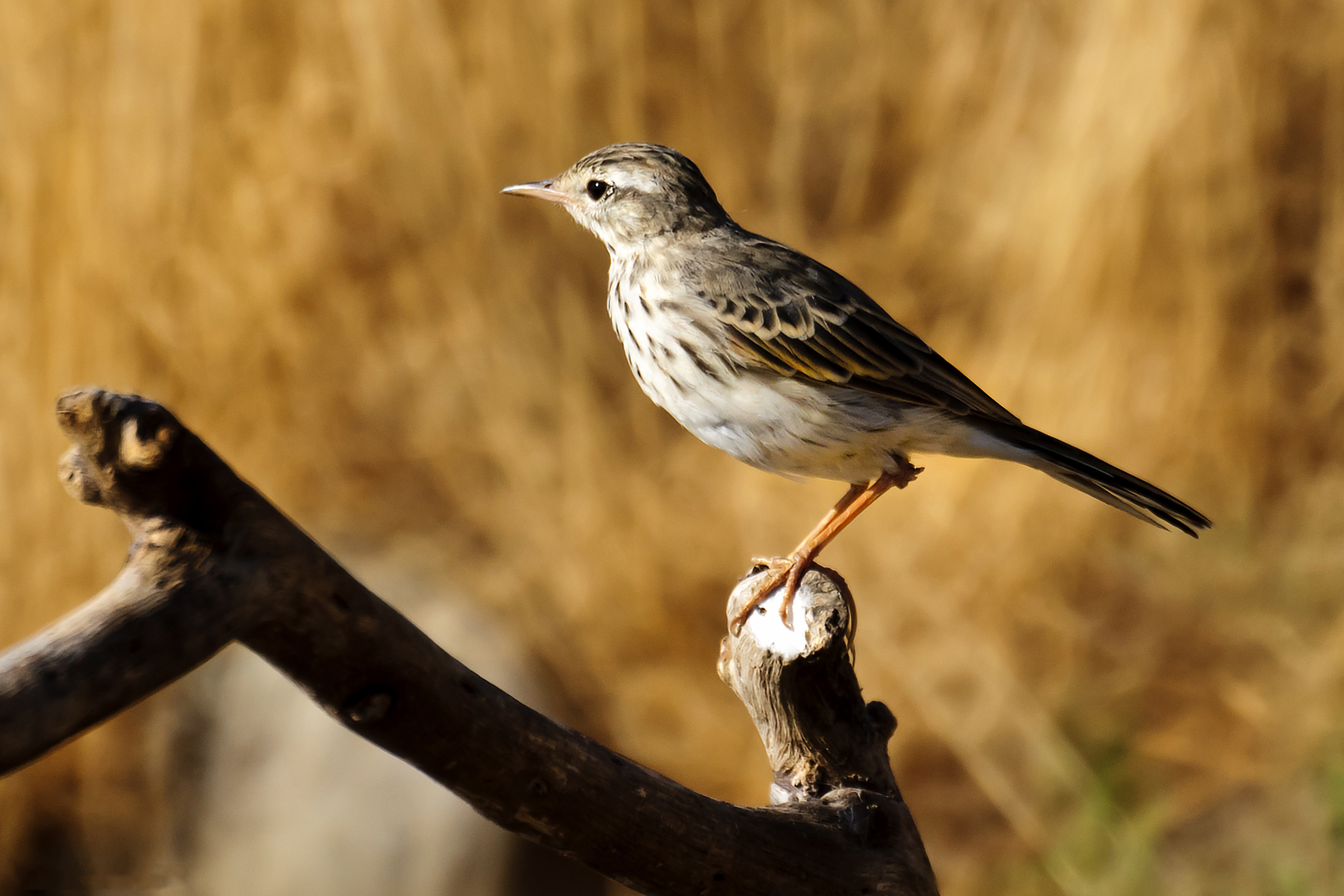
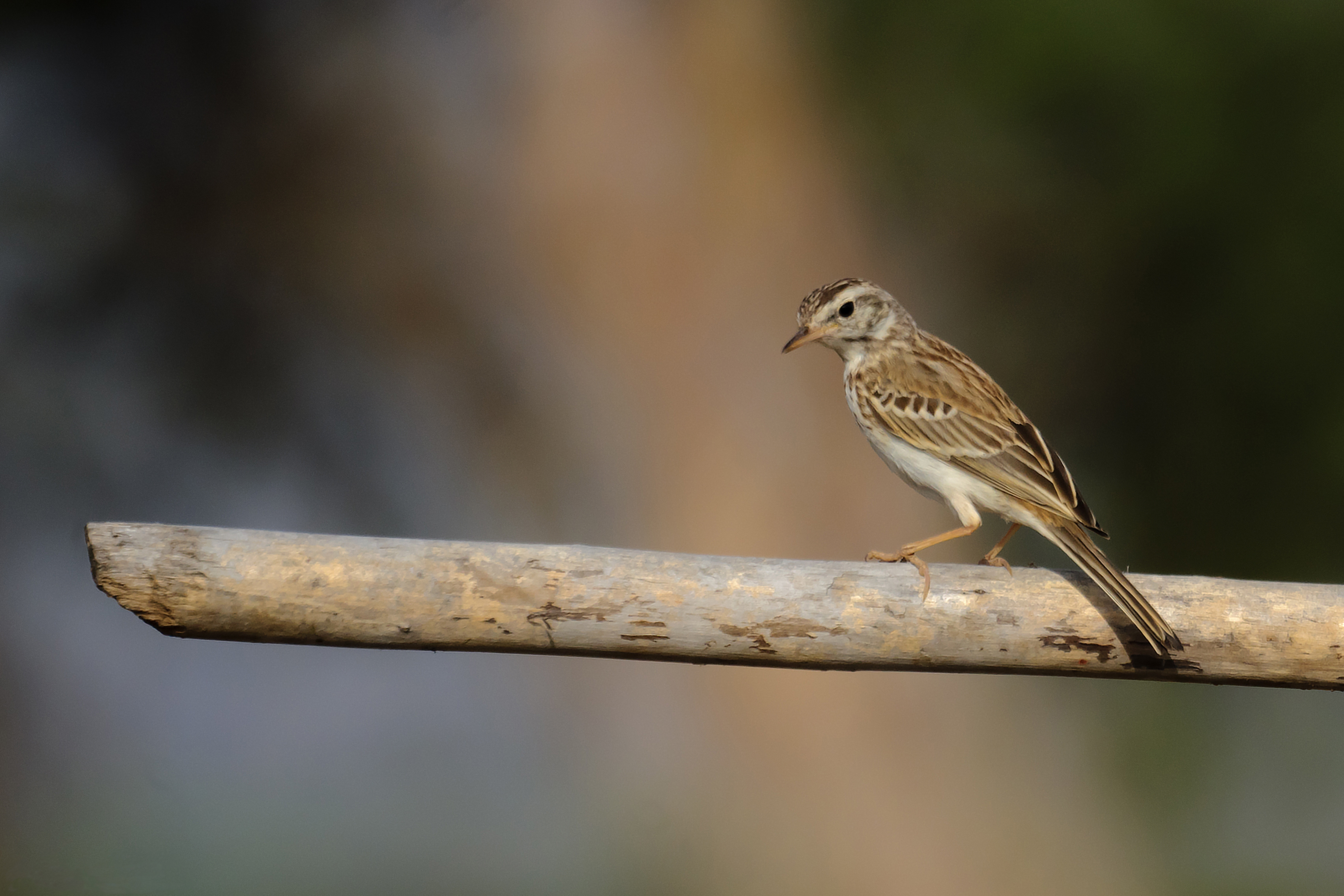
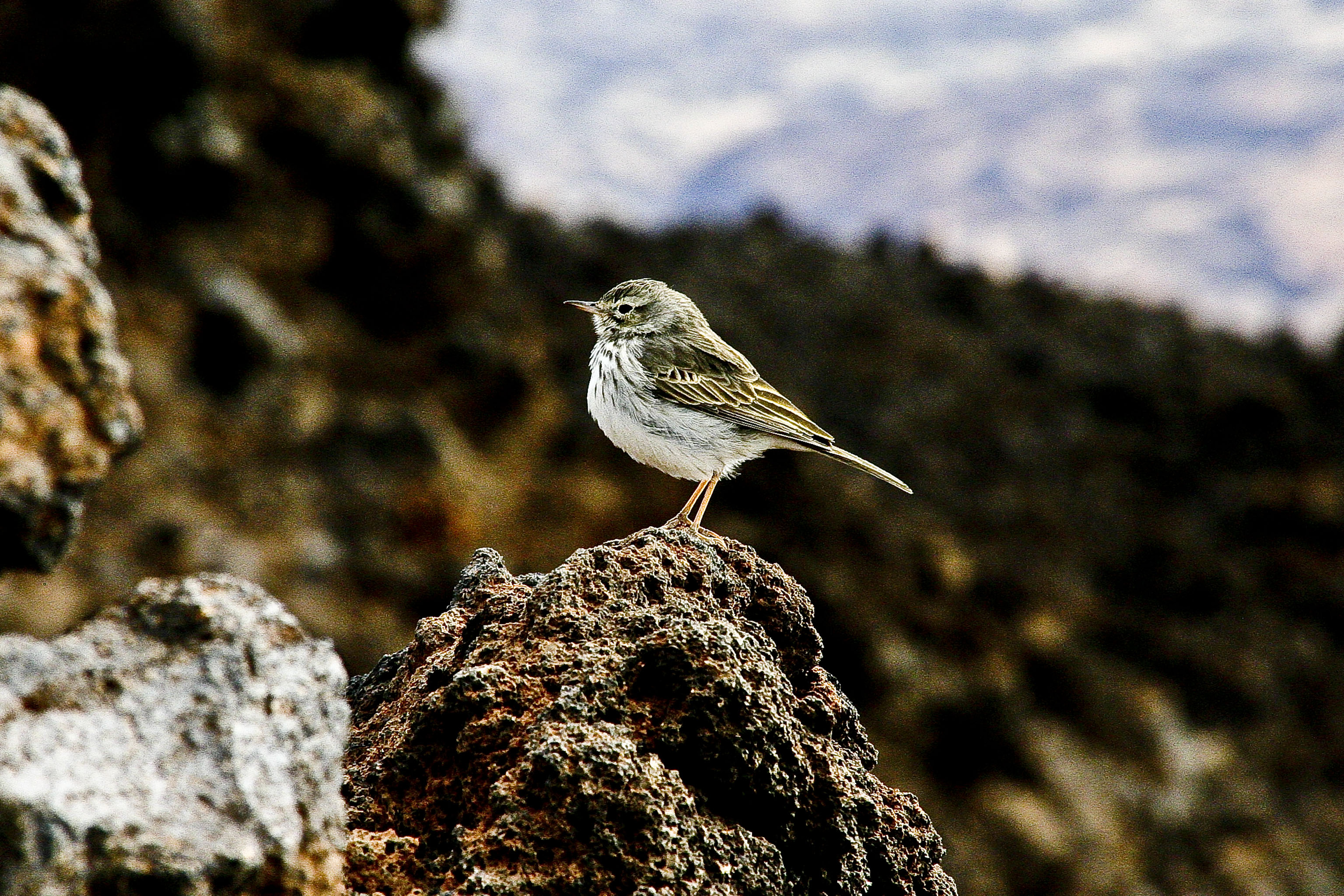
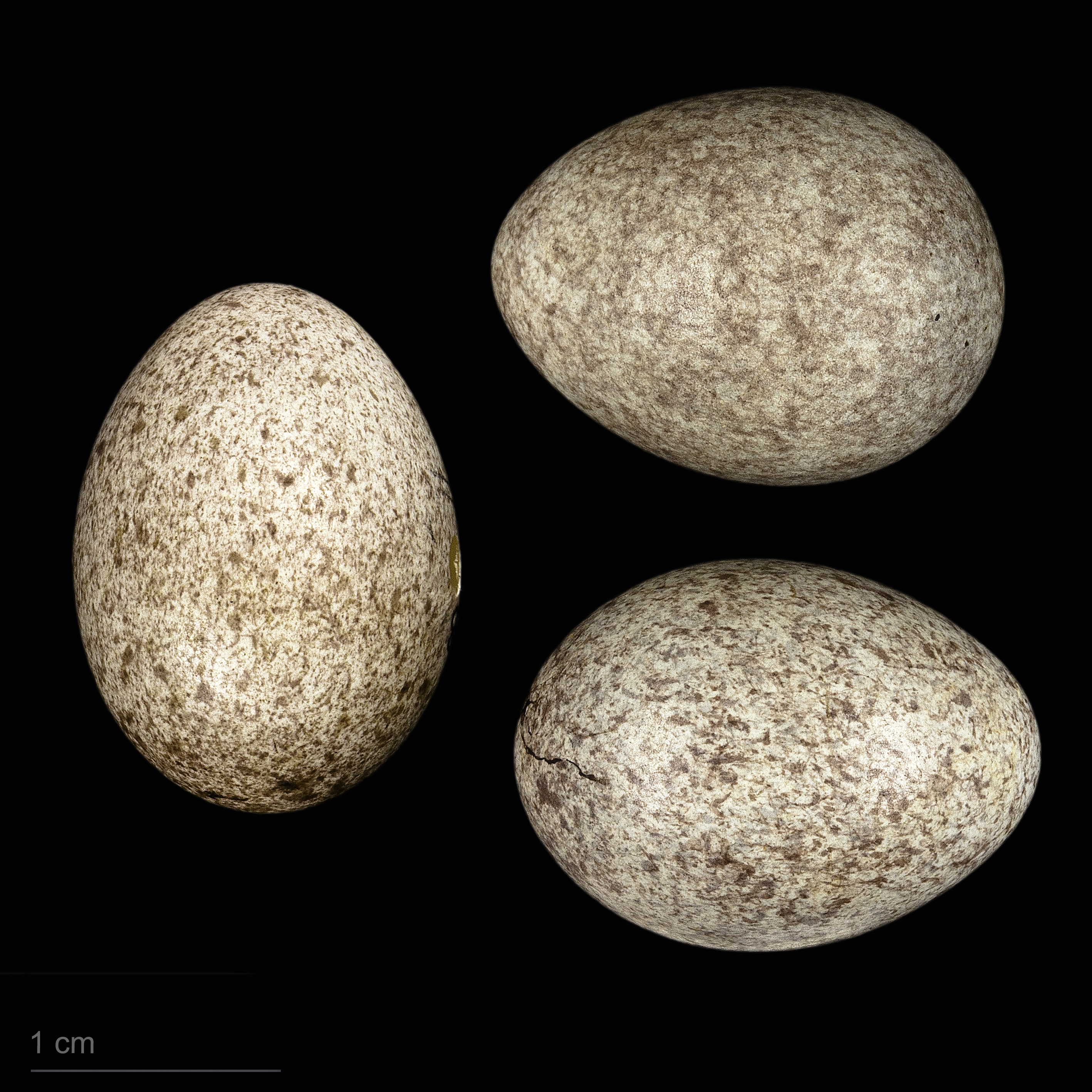
Anthus berthelotii